# Arcos de la Frontera
Arcos de la Frontera es una ciudad y municipio español de la provincia de Cádiz, en Andalucía. Se trata del municipio más poblado y extenso de la comarca de Sierra de Cádiz. Constituye un importante destino turístico y tiene una posición estratégica entre la campiña jerezana y la serranía. El gentilicio de los habitantes de este municipio es arcenses 

## Geografía
El municipio de Arcos de la Frontera se sitúa en el sector septentrional de la provincia de Cádiz, a 67 km de la capital de provincia, Cádiz y a 30 km de Jerez de la Frontera. Su conjunto urbano, especialmente su centro histórico, está emplazado en un espolón rocoso, cortado de forma abrupta en dos de sus lados (denominados la Peña Vieja y la Peña Nueva), a la derecha del cual discurre un amplio meandro que forma el río Guadalete para salvar este obstáculo orográfico.
Limita al norte con los municipios de Espera y Bornos, al noreste con el municipio de Villamartín, al este con los de El Bosque y Prado del Rey, al sureste con los de Benaocaz y Ubrique, al sur con los de Algar y San José del Valle y al oeste con Jerez de la Frontera.
En 2020 contaba con 30 818 habitantes. Su extensión superficial es de 526,81 km² y tiene una densidad de 58,35 hab./km². La altitud de la población oscila entre los 50 m a la orilla del Guadalete y los 195 m de la base del castillo. Este desnivel origina grandes pendientes casi verticales, sobre todo al suroeste y norte.

### Espacios naturales

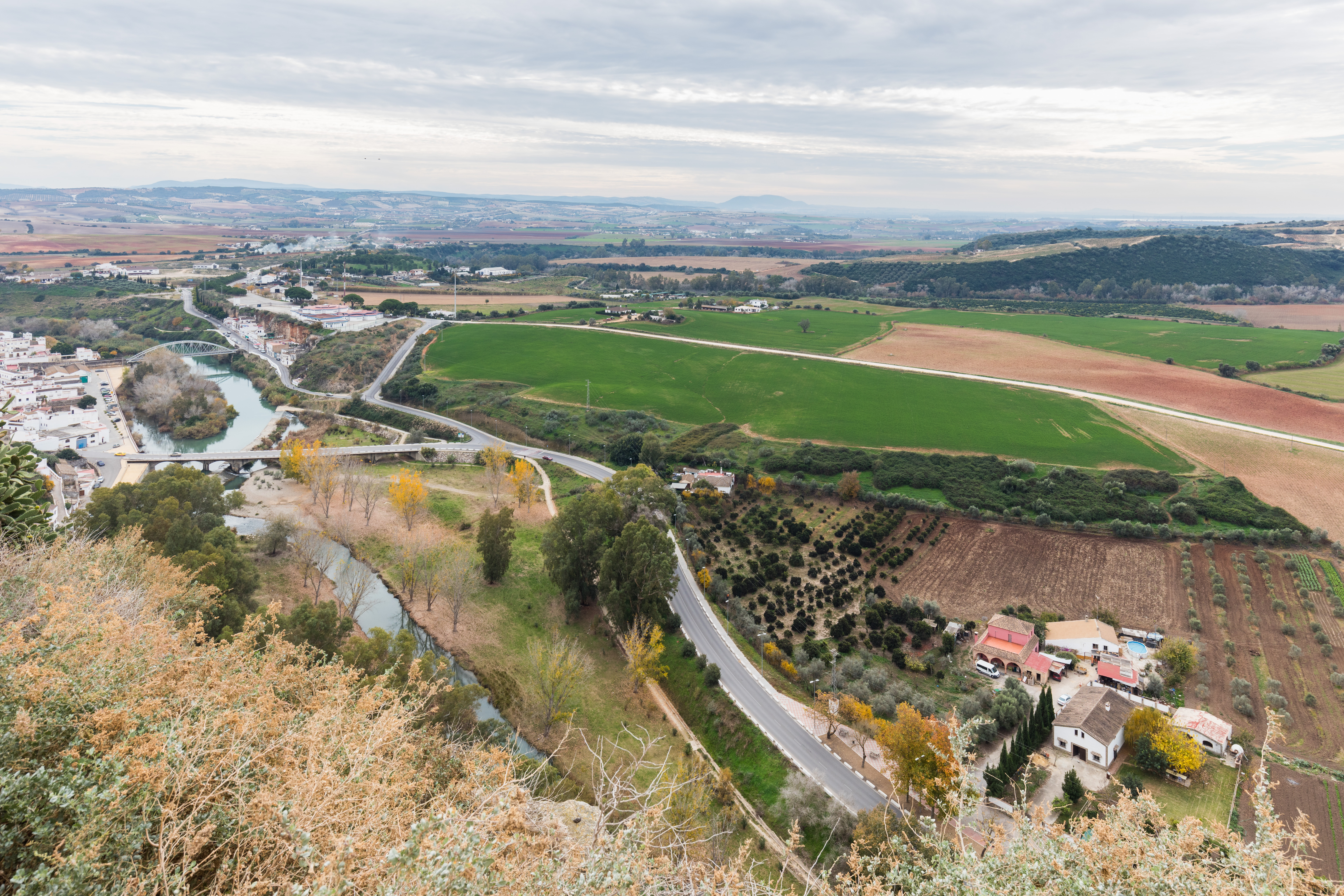
Vista desde el balcón de la peña

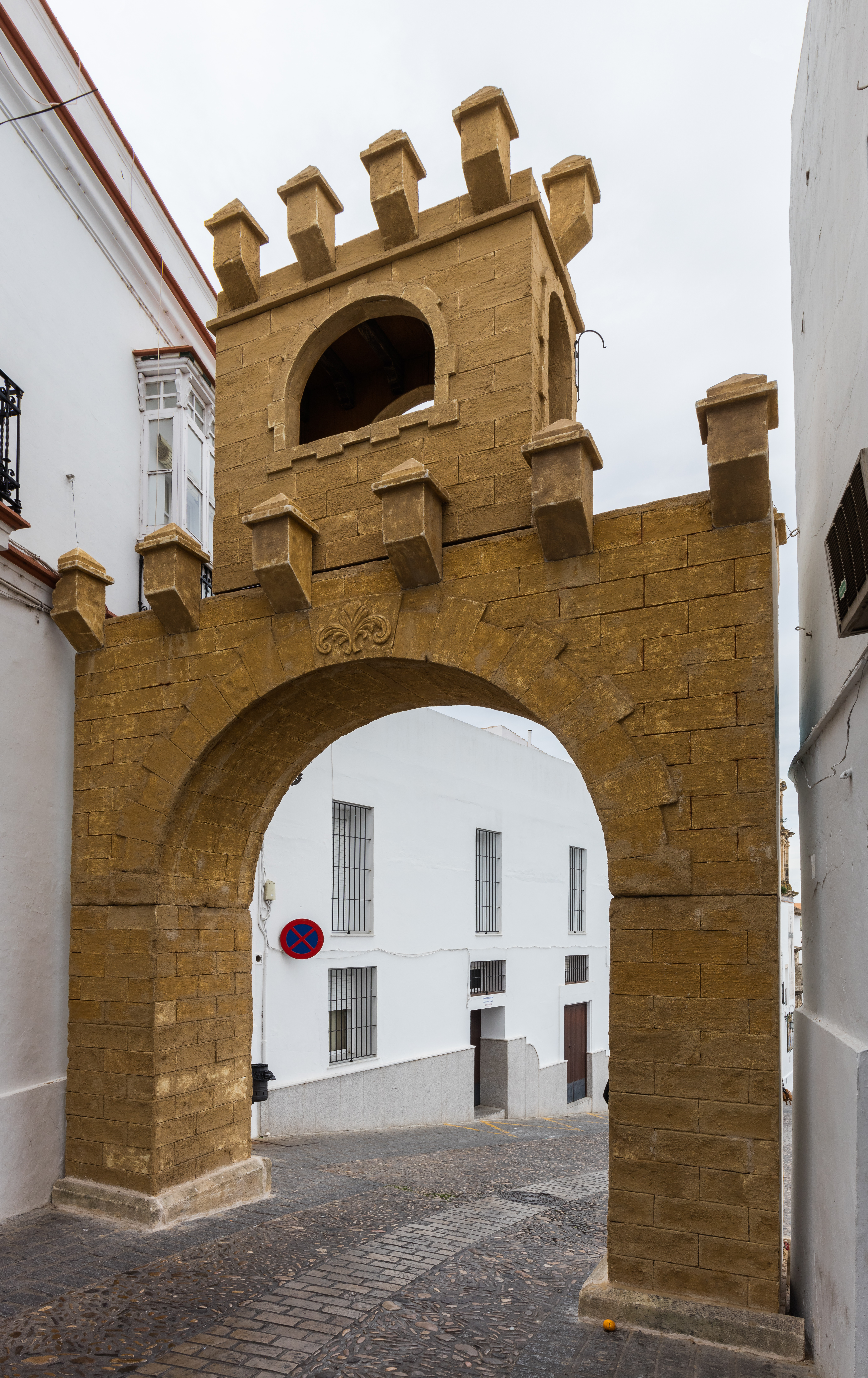
Cuesta de Belén

Destaca la Peña de Arcos, sobre la que se levanta la población, que tiene un balcón a gran altura y está declarada monumento natural de Andalucía.
Otros recursos naturales destacados con la embalse de Arcos, construido en 1966 en el que se localiza el paraje natural Cola del embalse de Arcos, habilitados con un observatorio para avistar las aves acuáticas residentes y migratorias, como el águila pescadora o el ánade real y la "junta de los ríos" y el Cortijo "La Morla", que gestiona los scouts.
El embalse cuenta con la playa artificial del Santiscal de 250 metros de longitud de orilla en el pantano, dentro del paraje Natural de la Cola del pantano. Contigua a la playa se pueden practicar deportes náuticos.

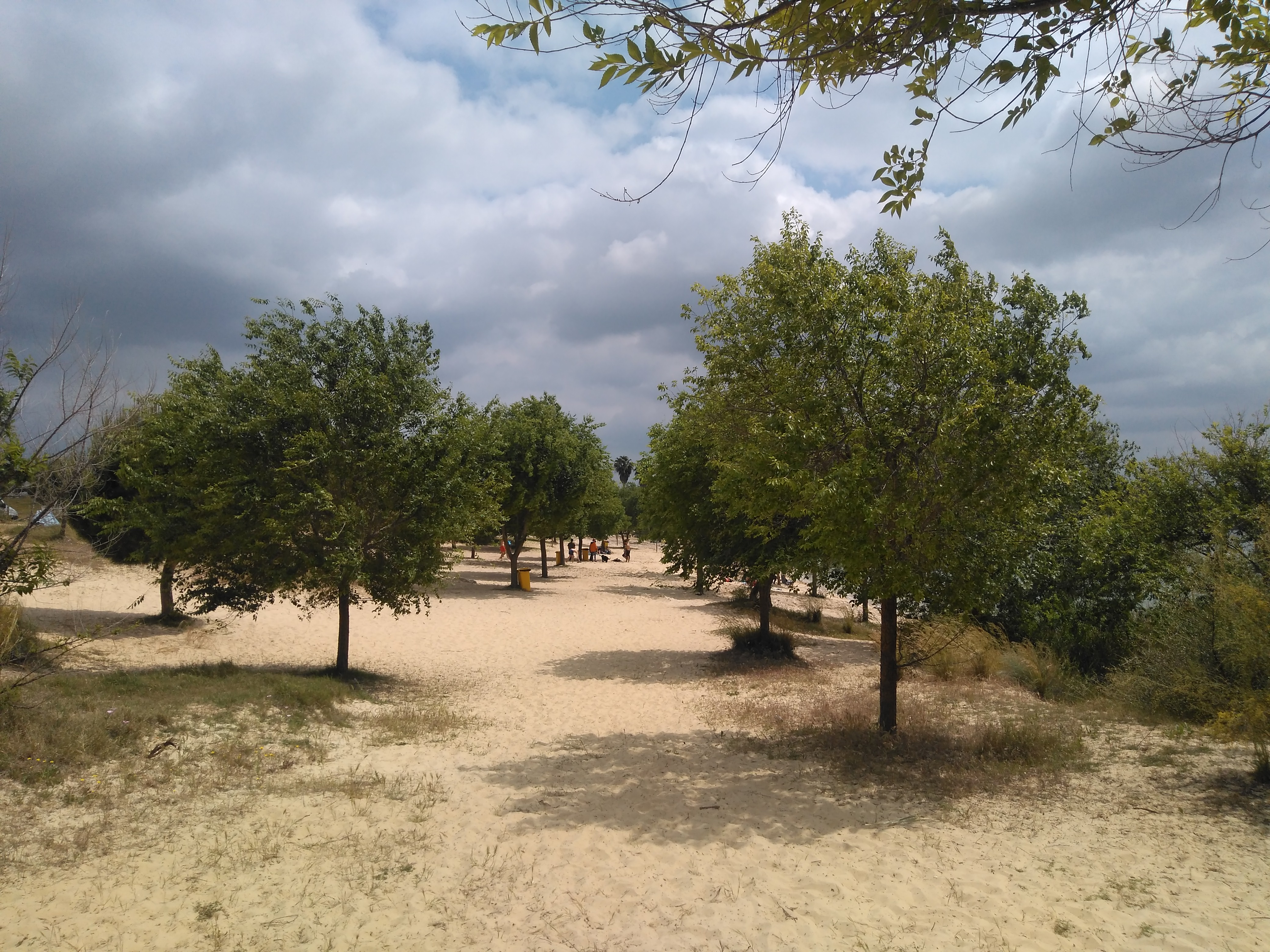
Playa de El Santiscal

Esta playa cuenta con servicios de duchas, vigilancia y un restaurante, también se puede llevar comida del exterior. El horario es de 11 a 20, en julio y agosto abre hasta las 21 horas.

## Historia
Como la mayoría de las poblaciones de esta provincia, su ubicación ha estado ocupada por el ser humano desde tiempos prehistóricos. Arcos, por su propio enclave geográfico, ha constituido en todos los tiempos un lugar estratégico. Prueba de ello es la cueva del Higueral de Valleja, donde se han encontrado enterramientos prehistóricos.  El nombre de Arx-Arcis (fortaleza en altura) proviene de su fundación romana, época en la que aparece como asentamiento "coloniae Arcensium". Como parte del asentamiento romano existe la villa de Santiscal.
Durante el periodo musulmán, su denominación fue Arkos, emergiendo como una ciudad próspera y floreciente. En la época del Emirato dependiente de Damasco (711-757) perteneció a la "Cora" de Sidonia. En el año 1012, después de la caída del Califato de Córdoba, se proclamó la Taifa de Arcos, un pequeño reino bajo el dominio de Ben Jazrum, de origen bereber. En estos años se amuralló el recinto De la Villa. Aunque no hay certeza de que se colmataran con edificaciones todos sus terrenos, se ha mantenido la compleja trama de manzanas. De esta época provienen el trazado de sus calles, el alcázar militar, la muralla, los molinos, etc. En 1069 Al-Mutadid, rey de la taifa sevillana, conquistó la taifa de Arcos y la integró dentro de la de Sevilla.
En 1253, tras la rendición de Jerez a Alfonso X, el infante Enrique sometió Arcos para la corona de Castilla mediante un tratado que autorizaba la permanencia de todos los moros que quisieran quedarse en la población. El rey Fernando III, como recompensa por su actuación en la conquista de Sevilla, le había otorgado los señoríos de Arcos, Lebrija, Morón de la Frontera y Medina Sidonia, cuando estas plazas aún no habían sido arrebatadas a los musulmanes. El rey Alfonso X no respetó estos legados y Enrique terminó marchando de Castilla. 

Reino nazarí en 1482, antes del comienzo de la guerra de Granada

En octubre de 1264, el rey Alfonso X, en el ámbito de revuelta mudéjar recuperó la ciudad. Desde entonces, Arcos asumió el papel de frontera castellano-nazarí. Hasta la definitiva caída del reino de Granada, Arcos formó parte de la segunda línea del entramado defensivo en la frontera de Granada. Durante el último cuarto del siglo XIII, la zona sufrió las expediciones de los benimerines y constituía punto obligado de paso de los ejércitos norteafricanos hacia el interior de Andalucía, lo que provocaba un grave déficit de población y obligó a la corona a promocionar el poblamiento de sus principales núcleos como era Arcos. Así en 1300 recibió el rango de concejo.
En 1508 el rey puso la ciudad en manos de su privado Ruy López Dávalos, para otorgarla a los Ponce de León en 1540, duques de Arcos, hasta bien entrado el siglo XVIII, alcanzando su cenit entre los siglo XVI y siglo XVII. En el siglo XVI se fundaron los hospicios de los Franciscanos Descalzos y otro próximo a la iglesia de San Pedro. El Ayuntamiento fue trasladado a la plaza del Castillo y la cárcel a una casa donde se construirá más tarde el convento de Mercedarias Descalzas. En la plaza del Castillo se situaron la alhóndiga y a su espalda la casa matadero.
A partir del siglo XVI se inició la construcción del convento de San Francisco (1510), el de religiosas de San Juan de Letrán (1539), el Hospital de San Roque y el de San Pedro. Igualmente se empezó a construir un nuevo matadero fuera de la Puerta de Jerez. Durante el siglo XVIII se produce una expansión urbana que supera la extensión de sus murallas árabes.
En 1706, Felipe V le concedió el título de noble y fidelísima por su demostrada fidelidad a la causa en la guerra de sucesión. El terremoto de Lisboa de 1755 cambió su fisonomía, afectando a las iglesias de Santa María, San Pedro y San Agustín, hundiéndose el muro norte del Castillo, que al caer al foso y enterrarlo, dio origen a la calle Nueva.
Durante el siglo XVIII, la ciudad se desarrolló definitivamente fuera del recinto amurallado, surgiendo tres enclaves: el barrio de la Corredera, el de más calidad, con las residencias de la burguesía, Hospital de San Juan de Dios, Pósito de Carlos III, Mesón del Duque e iglesia de San Miguel; el barrio de San Francisco, en torno a la iglesia de los Franciscanos del siglo XVI, en la que destaca la capilla de las Aguas; y el barrio Bajo, cuyo origen puede estar en un asentamiento morisco en el actual barrio de Cómpeta.

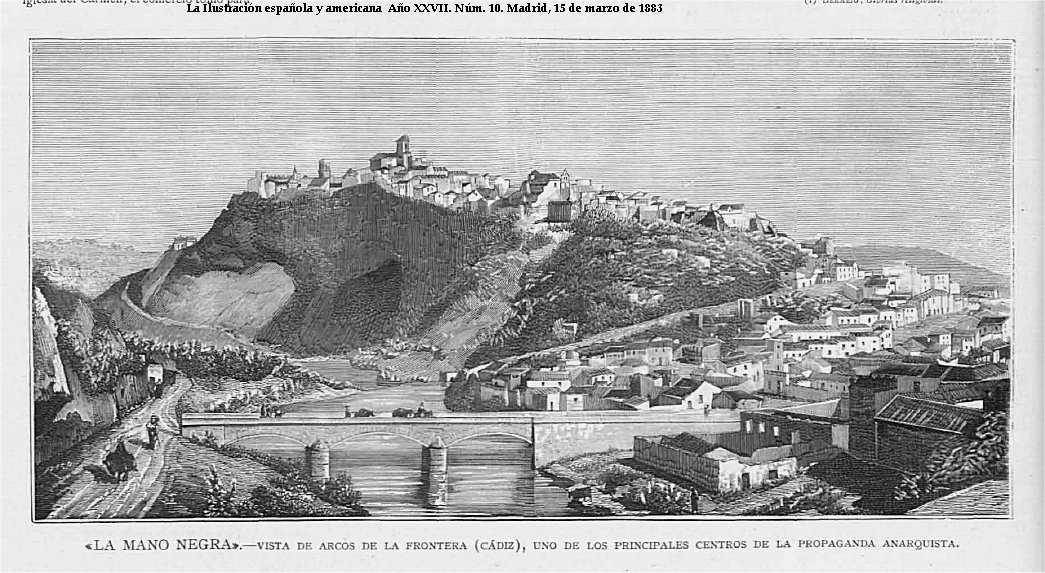
Grabado de 1883 de Arcos de la Frontera, uno de los principales centros de la propaganda anarquista

En el siglo XIX, además de la epidemia de fiebre amarilla y el paso de los franceses, que causaron daños en el castillo y la plaza. El hecho más importante para el patrimonio de Arcos es la desamortización de Mendizábal. Se producen transformaciones de edificios religiosos y se ponen a la venta posesiones eclesiásticas rurales, que frenaron el incipiente desarrollo industrial, por la transformación de los promotores industriales en terratenientes. Las últimas décadas del siglo XIX están marcadas por un momento de estancamiento económico y de crisis social que estalla en continuas motines o insurrecciones, como los sucesos de la "Mano Negra" o la "asonada a Jerez" en 1892. En esta última etapa del siglo XIX es cuando nació un incipiente y cada vez más fuerte movimiento obrero  en torno a la "Sociedad Fraternidad Obrera", que va a aglutinar a una gran masa de la población dedicada a las labores del campo y a otros trabajos obreros y tradicionales.
No se dan grandes transformaciones con el cambio de siglo, y no fue hasta la segunda década del siglo XX que no se dio un crecimiento poblacional que se va incrementando con la década, dando lugar a múltiples problemas. En 1917, durante la gran riada, se derrumbó el antiguo puente de piedra y en 1920 se erigió el actual puente colgante de San Miguel. Su construcción coincidió con una etapa de paro y crisis al estar la economía local básicamente orientada a la agricultura La propiedad de la tierra, en manos de una minoría de la población, influirá en el desarrollo de la vida local y en ulteriores conflictos, desarrollándose un aumento de la conflictividad social durante la Segunda República española.
En relación con la violencia política ocurrida en España durante las elecciones generales de febrero de 1936, distintos historiadores recogen información basada en periódicos nacionales entre los días 18 y 19 de enero (El Sol, ABC, El Heraldo), constatando que «en algo más de 8 de cada 10 víctimas provocadas por los agentes del orden, se había registrado una agresión previa por parte de los fallecidos o sus compañeros», cuando no habían sido estos sus promotores, con la particularidad de que «se trataba casi siempre de personas vinculadas a grupos de extrema izquierda»:

«Un caso especialmente sonado fue la muerte de dos anarquistas en Arcos de la Frontera (Cádiz). Estos habían huido después de perpetrar un atentado en Jerez de la Frontera, en el que había muerto un guardia municipal y un obrero. Cuando los guardias los localizaron y procedieron a detenerlos, les tirotearon, hiriendo de muerte al alférez José Díaz Pérez. Los agentes respondieron, y ambos pistoleros resultaron muertos».
1936. Fraude y violencia en las elecciones del Frente Popular, Manuel Álvarez Tardío y Roberto Villa García

El golpe de Estado del 18 de julio de 1936 y la posterior represión franquista, con al menos ochenta y siete arcenses asesinados abrió paso a la dictadura y a los años del hambre. Desde 1936 hasta prácticamente los años 1960, Arcos estuvo dominado por la miseria y el paro agrícola, principales motivos por los que produjo una pérdida de población por la emigración de gran parte de sus jóvenes al extranjero o a las grandes ciudades españolas.

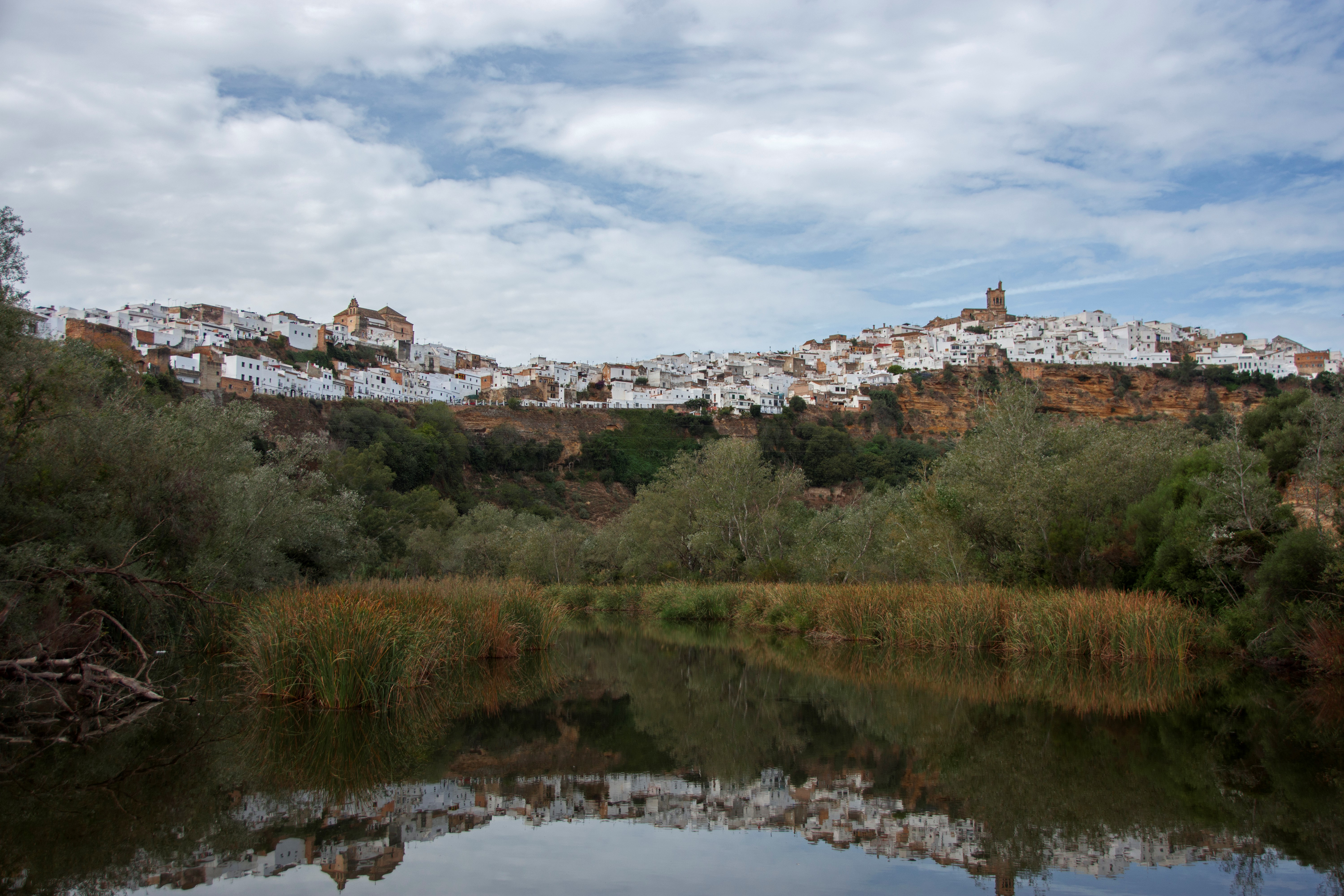
La Peña Vieja

No fue hasta mediados de los años 1960 que comienza una mejora de la calidad de vida ligada al desarrollo del sector turístico, siendo en el período 1950-70 cuando se produce el mayor crecimiento de la ciudad. Hasta principios de los años 1960 se configuró un anillo concéntrico de crecimiento. Pero a partir de esta década comienzan a aparecer nuevas tipologías edificatorias (bloques y viviendas unifamiliares aisladas, pareadas y en hilera) levantadas sobre nuevos trazados, que amenazan la estructura urbana, tanto del original núcleo urbano amurallado, como de la primera zona de crecimiento y el caserío tradicional. Gracias a los cultivos de remolacha azucarera se instaló en la pedanía de Jédula una azucarera en 1969. Este establecimiento de la industria azucarera de Andalucía de finales del siglo XX estuvo en funcionamiento hasta su cierre en 2001.
En el siglo XXI se ha convertido en la entrada de la ruta de los Pueblos Blancos y Conjunto Histórico-Artístico. Junto con sus magníficos paisajes, la hacen destino turístico de primer orden en la provincia de Cádiz, lo que constituye su principal fuente de ingresos.
Además, existe una incipiente industria vitivinícola, destacando por ser una de las pocas localidades andaluzas que producen vino tinto en época moderna.

## Demografía
Arcos de la Frontera cuenta con una población de 31 046 habitantes (INE 2024).
| Gráfica de evolución demográfica de Arcos de la Frontera entre 1842 y 2021                                          |
| |
| Población de derecho según los censos de población del INE Población de hecho según los censos de población del INE |

## Administración y política

### Gobierno municipal
| Periodo   | Nombre                      | Partido | Partido                                                 |
| --------- | --------------------------- | ------- | ------------------------------------------------------- |
| 1979-1991 | Jesús Ruiz Fernández        |         | Partido Socialista Obrero Español de Andalucía (PSOE-A) |
| 1991-2003 | Juan Manuel Armario Vázquez |         | Partido Popular de Andalucía (PP)                       |
| 2003-2011 | Josefa Caro Gamaza          |         | Partido Socialista Obrero Español de Andalucía (PSOE-A) |
| 2011-2015 | José Luis Núñez Ordónez     |         | Partido Popular de Andalucía (PP)                       |
| 2015-2023 | Isidoro Gambín Jaén         |         | Partido Socialista Obrero Español de Andalucía (PSOE-A) |
| 2023-act. | Miguel Rodríguez Rodríguez  |         | Partido Popular de Andalucía (PP)                       |

| Partido político                                        | 2023  | 2023  | 2023       | 2019  | 2019  | 2019       | 2015  | 2015  | 2015       | 2011  | 2011  | 2011       | 2007  | 2007  | 2007       |
| Partido político                                        | %     | Votos | Concejales | %     | Votos | Concejales | %     | Votos | Concejales | %     | Votos | Concejales | %     | Votos | Concejales |
| Partido Popular de Andalucía (PP)                       | 35,83 | 5395  | 9          | 22,22 | 3150  | 5          | 25,96 | 4132  | 6          | 30,78 | 5070  | 7          | 34,17 | 5255  | 8          |
| Partido Socialista Obrero Español de Andalucía (PSOE-A) | 35,73 | 5380  | 8          | 47,97 | 6801  | 11         | 39,30 | 6256  | 10         | 27,33 | 4501  | 7          | 46,14 | 7096  | 11         |
| Alternativa Independiente Progresista (AI-PRO)          | 14,59 | 2197  | 3          | 12,38 | 1756  | 3          | 17,00 | 2706  | 4          | 27,49 | 4528  | 7          | 11,18 | 1719  | 2          |
| Adelante-Izquierda Unida (IU)                           | 6,74  | 1015  | 1          | 4,69  | 665   | 0          | 4,05  | 644   | 0          | 3,53  | 581   | 0          | 3,20  | 492   | 0          |
| Ciudadanos (CS)                                         | —     | —     | —          | 8,25  | 1170  | 2          | —     | —     | —          | —     | —     | —          | —     | —     | —          |
| En Común                                                | —     | —     | —          | —     | —     | —          | 6,75  | 1075  | 1          | —     | —     | —          | —     | —     | —          |

### Organización territorial
Pedanías:
- La Perdiz
- Los Barrancos
- El Santiscal
- Concejo
- El Drago
- Descansadero del Drago
- La Pedrosa
- Fuensanta[27]
- La Garrapata
- Jadramil
- El Guijo
- Junta de los Ríos
- La Misericordia[28]
- Jédula
- La Sierpe
- Las Abiertas
- Toronjil
- Pequeña Holanda
- Vallejas
- El Yugo*
- Vega de los Molinos

### Evolución de la deuda viva municipal
El concepto de deuda viva contempla sólo las deudas con cajas y bancos relativas a créditos financieros, valores de renta fija y préstamos o créditos transferidos a terceros, excluyéndose, por tanto, la deuda comercial.
| Gráfica de evolución de la deuda viva del Ayuntamiento entre 2008 y 2024                                       |
| |
| Deuda viva del Ayuntamiento de Arcos de la Frontera, en miles de euros, según datos del Ministerio de Hacienda |

## Cultura

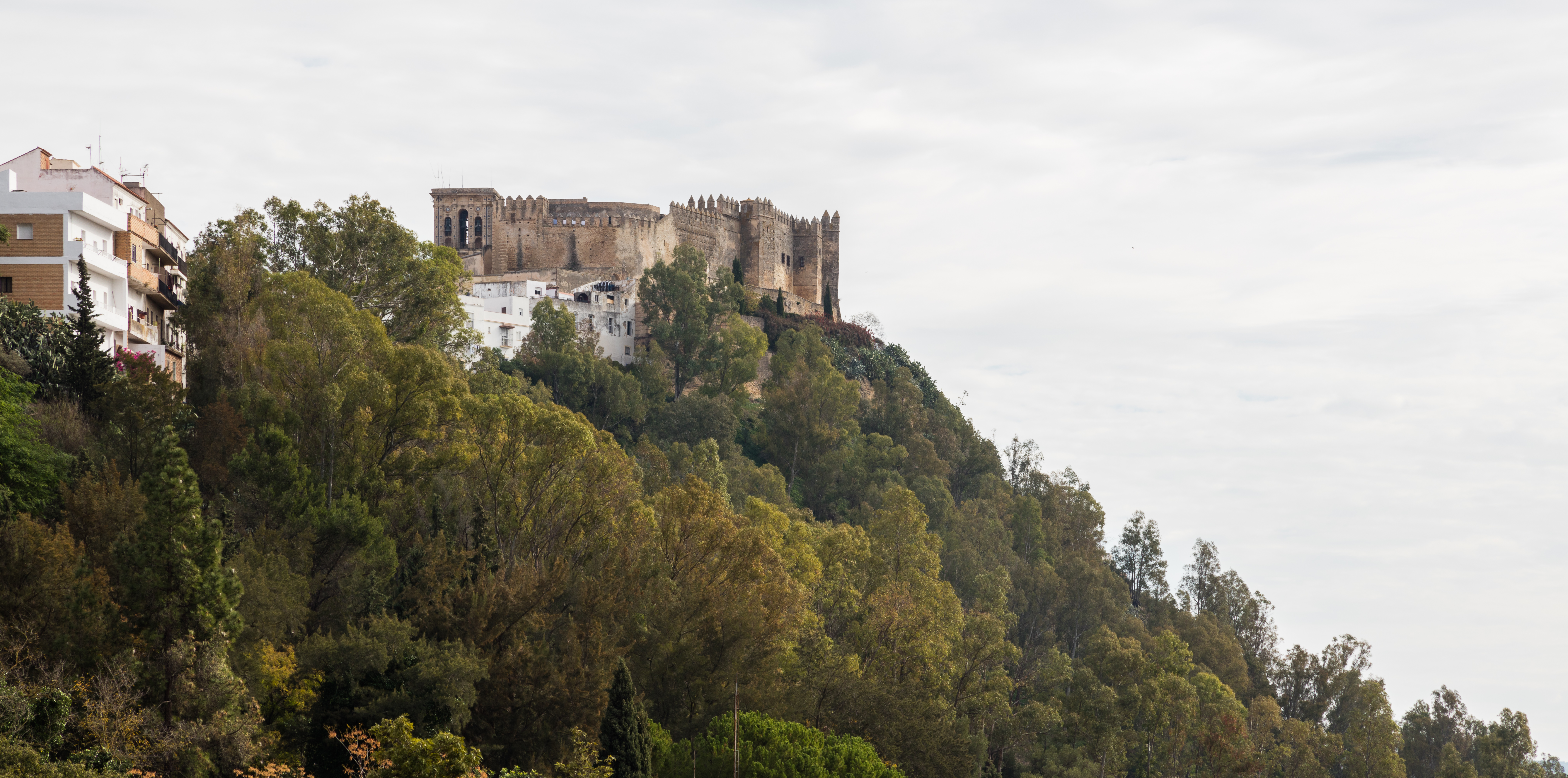
Castillo de Arcos de la Frontera

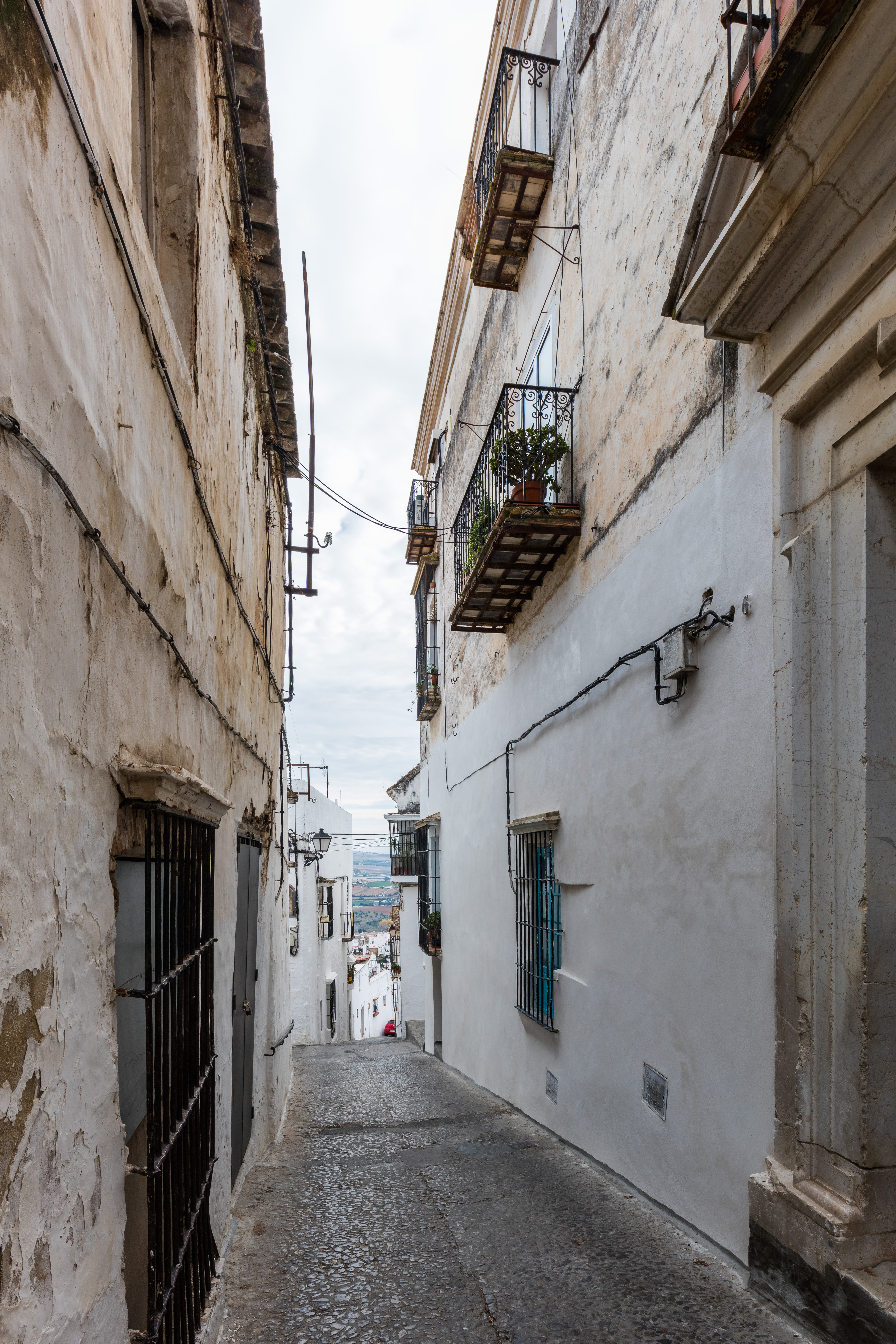
Típica calle de paredes blancas en Arcos de la Frontera

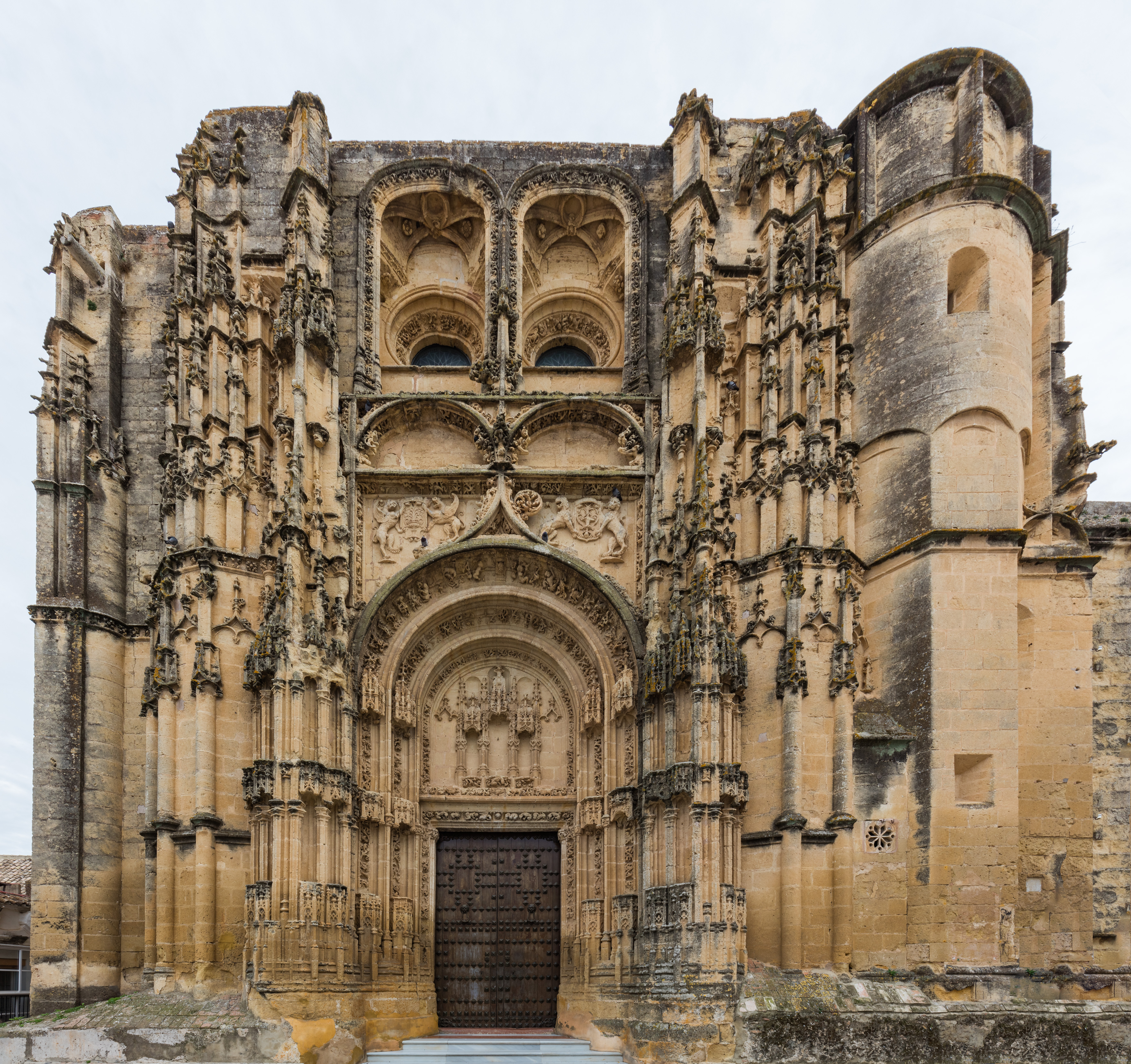
Basílica de Santa María de la Asunción

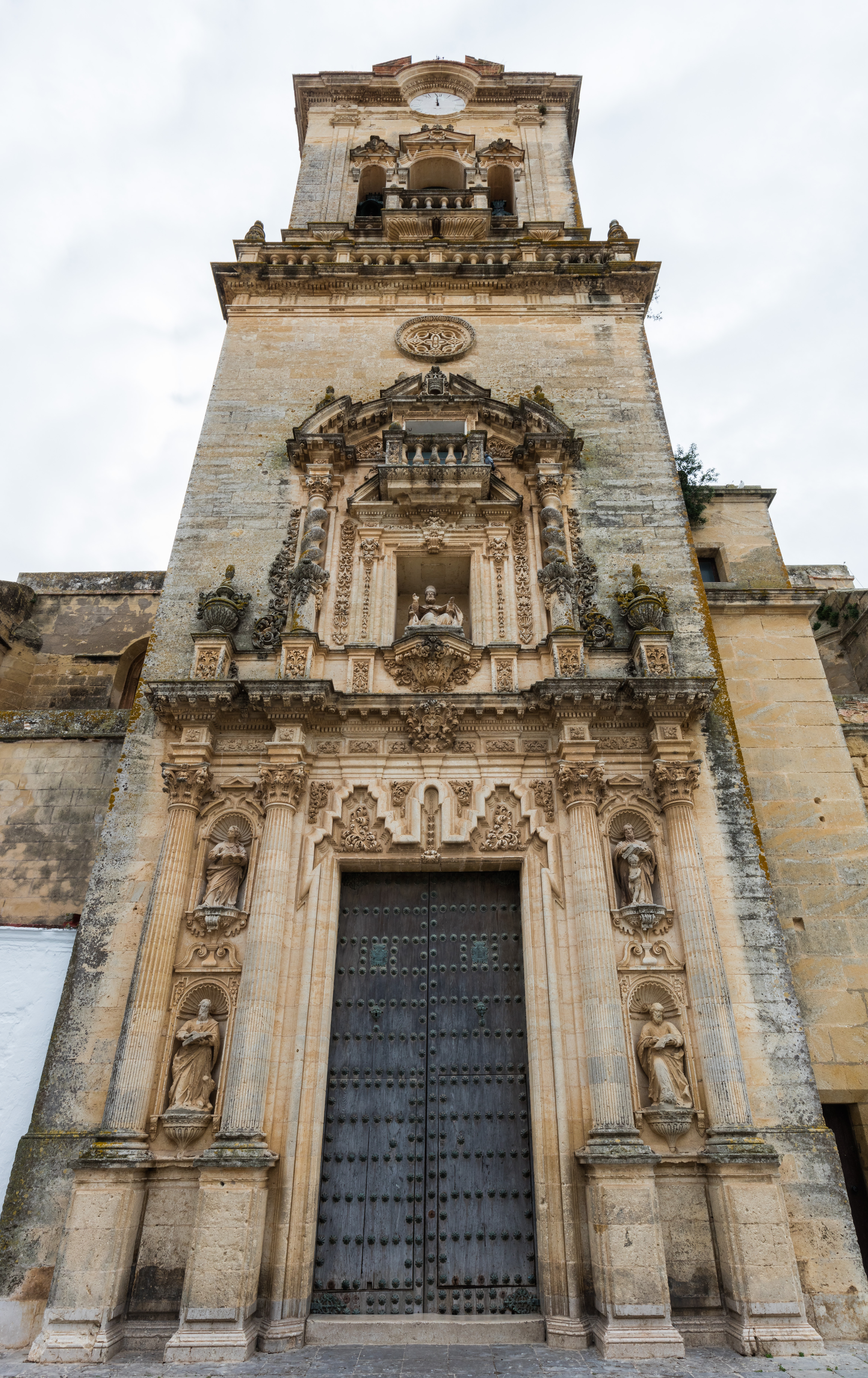
Iglesia de San Pedro

### Patrimonio

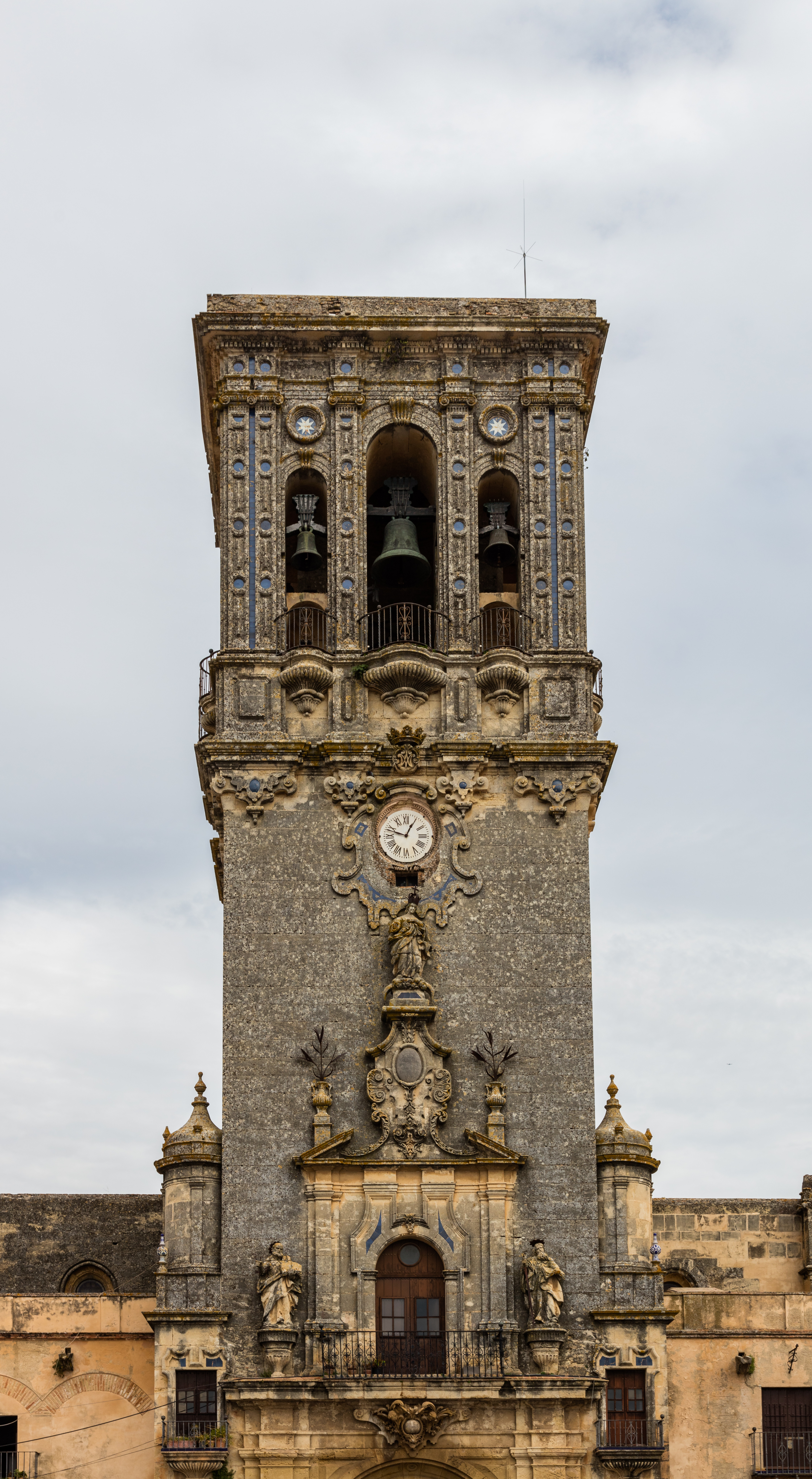
Torre de la iglesia parroquial de Santa María de la Asunción

- Palacio del conde del Águila, de estilo gótico mudéjar, construido entre los siglos XIV y XV, ubicado en la Cuesta de Belén.
- Castillo de Arcos, construcción de carácter militar de época andalusí, se encuentra ubicado en el punto más alto de la población. Declarado bien de interés cultural.[30]
- Iglesia parroquial de Santa María de la Asunción, templo de origen mudéjar de los siglos XIV o XV con profundas remodelaciones realizadas durante la primera mitad del siglo XVI, en el exterior junto con elementos propios del arte ojival (portada de Santa María), conviven otros de tipo renacentista y barroco.
- Convento de San Agustín, siglos XVI-XVII.
- Iglesia de San Pedro, siglos XV-XVII con interior de estilo gótico y fachada de cronología posterior de estética barroca.
- Palacio del Mayorazgo, del siglo XVII, en el que destaca su espléndida fachada.
- Ayuntamiento, ubicado en la plaza del Cabildo, data del siglo XVII.
- Iglesia de San Francisco, siglos XVI-XVII.
- Puerta Matrera. El recinto amurallado almohade disponía de tres puertas principales: la Puerta de Jerez al oeste, la Puerta de Carmona situada al norte y la Puerta Matrera al sureste, que es la única que se conserva en la actualidad.
- Hospital e iglesia de la Caridad, siglos XVI-XVII.
- Yacimiento arqueológico romano Sierra de Aznar (Calduba).
- Puente de San Miguel construido en 1920 de tipo celosía metálica.

### Fiestas
- Festividad de Nuestra Señora de las Nieves (patrona)
- Cabalgata de Reyes Magos
- Semana Santa (de interés turístico)[31]
- Toro del Aleluya
- Zambombas, declaradas Bien de interés Cultural Inmaterial[32]
- Día del Caballo
- Carnaval
- Cruz de Mayo
- Velada del Barrio Bajo
- Viernes vía durante todo el verano
- Feria y Fiestas de San Miguel Patrón de Arcos[33]
- Belén Viviente (De Interés Turístico de Andalucía[34])
- Romería del Santísimo Cristo del Romeral
- Chicharroná
- Fiesta de la  Primavera

### Gastronomía
- Bollos de Semana Santa
- Garbanzos con tomillo.
- Gazpacho serrano.
- Abajao[35]
- Boronía o Alboronía[36]
- Poleá o Espoleá

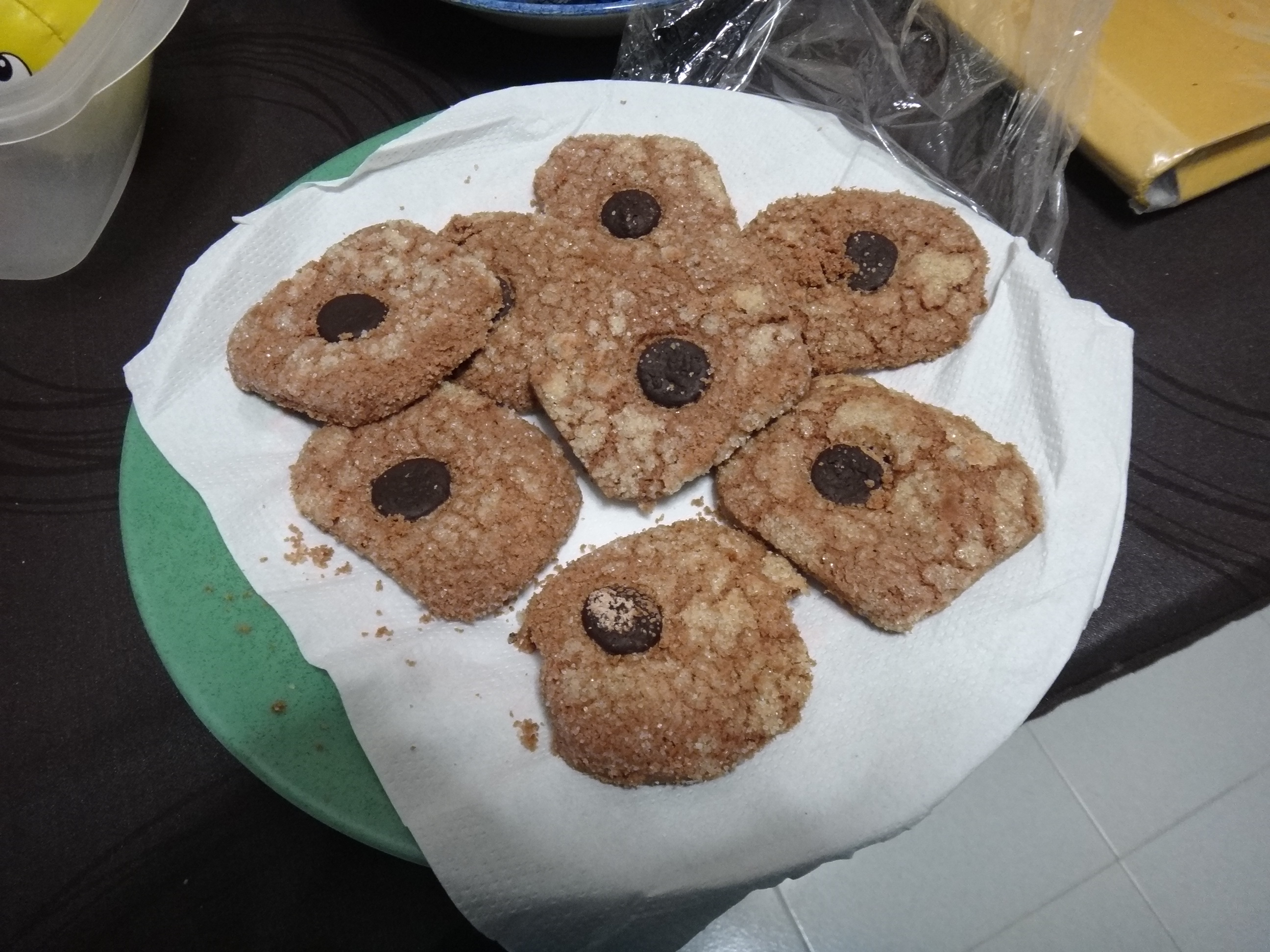
Pastas del Convento del Corpus Christi

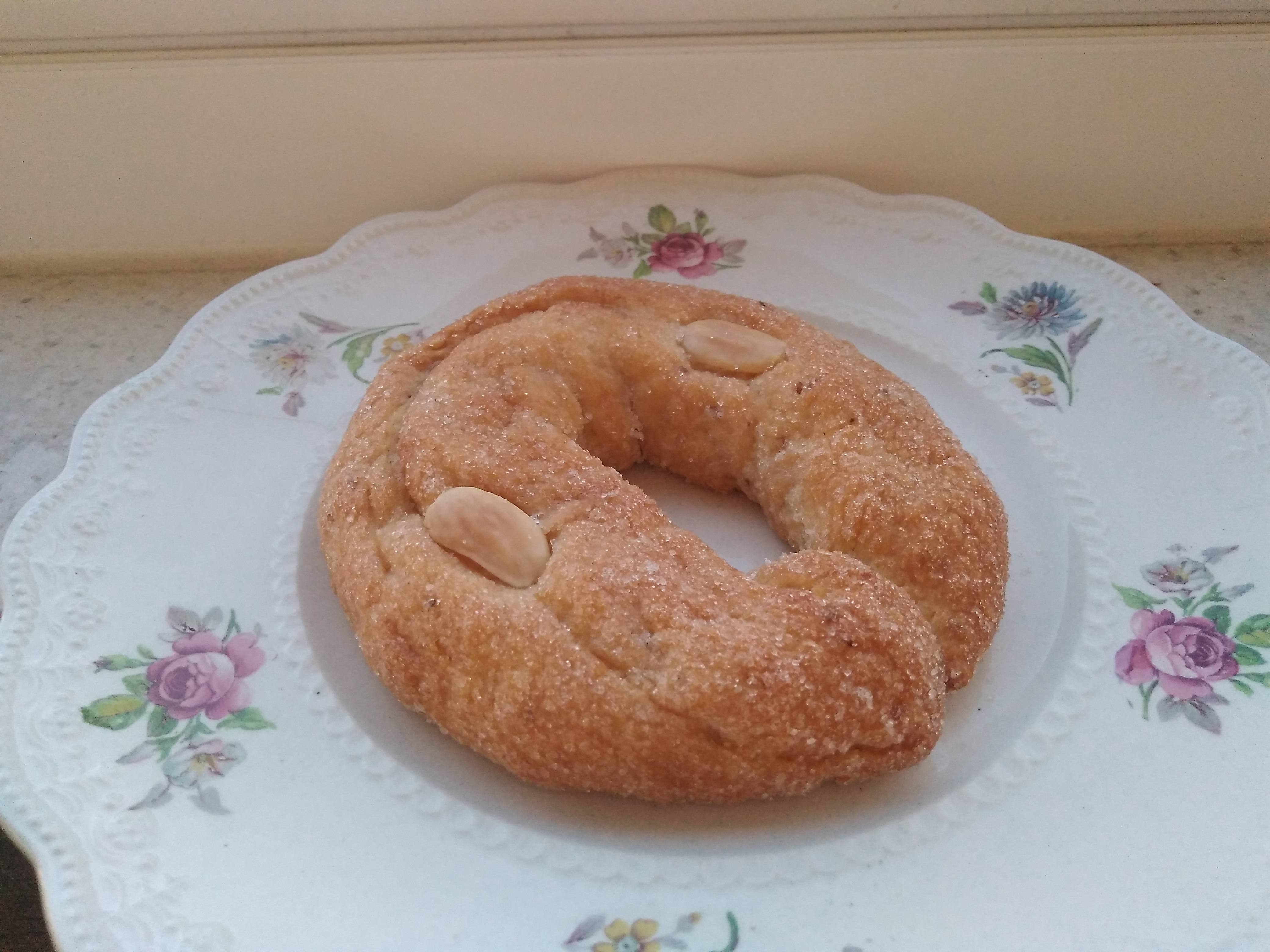
Bollo de Arcos

- Berza. La comida de berza es otro plato típico que se prepara con garbanzos, berza, morcilla, tocino, carne de lomo y chorizo.
- Dulces del convento del Corpus Christi de las Mercedarias Descalzas[37]
- Bollos de Arcos (en Cuaresma y Semana Santa)[38]
- Ajo molinero[39]

### Educación
Esta localidad cuenta con centros educativos desde infantil, primaria, secundaria y FP.
| Etapa            | Nombre                       | Localización            |
| ---------------- | ---------------------------- | ----------------------- |
| Escuela infantil | Virgen de las Nieves         | Barriada de La Paz      |
| CEIP             | Alfonso X                    | Barrio Bajo             |
| CEIP             | Nuestra Señora de Las Nieves | Casco Antiguo           |
| CEIP             | Vicenta Tfarín               | Barriada de La Paz      |
| CEIP             | Maestro Juan Apresa          | Barriada El Portichuelo |
| CEIP             | San Miguel                   |                         |
| CEIP             | El Santiscal                 | El Santiscal            |
| CEIP             | San Francisco                | Barriada de La Soledad  |
| CEIP             | Campoameno                   | Barrio Bajo             |
| IES              | Guadalpeña                   | Barrio Bajo             |
| IES              | Alminares                    | Barriada El Portichuelo |
| IES              | Los Cabezuelos               | Barrio Bajo             |
| CEIP             | Juan XXIII                   | Jédula                  |
| CPR              | Poeta Julio Mariscal         | Junta de los Ríos       |